# شفوية
الفصيلة الشفوية (الاسم العلمي: Lamiaceae) هي فصيلة نباتية تتبع رتبة الشفويات من طائفة الثنائيات الفلقة. تضم حوالي 210 أجناس. من أشهر نباتاتها النعناع والخزامى والزعتر الإبري والزعتر النابلسي والريحان والمردكوش.

## أسرها
- اللاميوناوات (باللاتينية: Lamioideae)
- القطرماوات (باللاتينية: Nepetoideae)
- العجوقاوات (باللاتينية: Ajugoideae)
- البنجنكشتاوات (باللاتينية: Viticoideae)
- الصحنياوات (باللاتينية: Scutellarioideae)
- الفوريماوات (باللاتينية: Symphorematoideae)
- المئبراوات (باللاتينية: Prostantheroideae)

## قبائلها

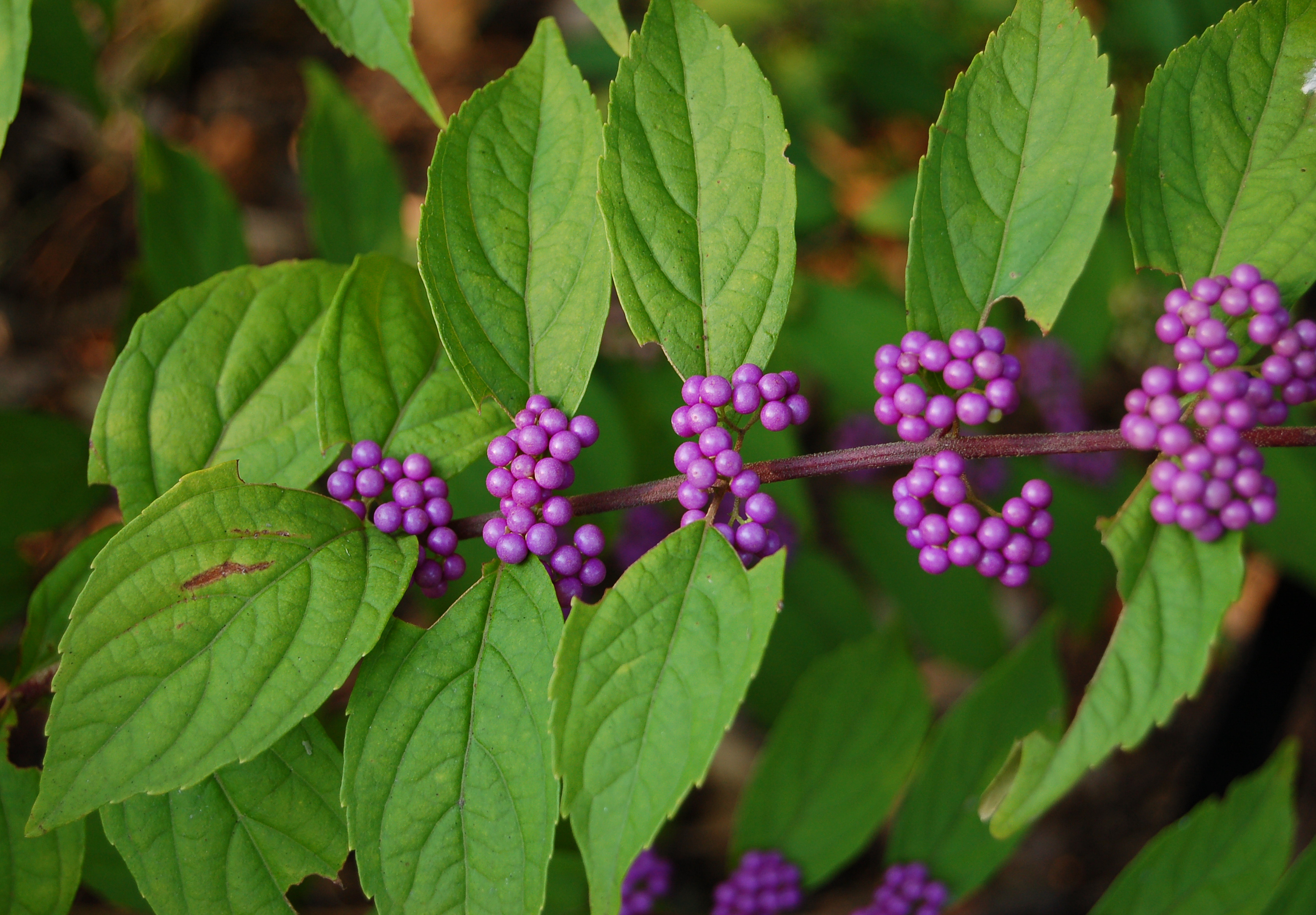
جميلة الثمر الأرجوانية

- جميلات الثمار

## من أجناسها
- لاميون (باللاتينية: Lamium) وهو الجنس النموذجي بالتسمية اللاتينية لهذه الفصيلة.
- الأذينة (باللاتينية: Phlomis)
- إكليل الجبل (باللاتينية: Rosmarinus)
- البطنج (باللاتينية: Stachys)
- الجعدة (باللاتينية: Teucrium)
- الحبق (باللاتينية: Ocimum)
- الزعتر (باللاتينية: Thymus)
- العجوقة (باللاتينية: Ajuga)
- الفراسيون (باللاتينية: Marrubium)
- القصعين أو المريمية (باللاتينية: Salvia)
- المردقوش (باللاتينية: Origanum)
- المليسة (باللاتينية: Melissa)
- الندغ (باللاتينية: Satureja)
- النعناع (باللاتينية: Mentha)
- الساج (الاسم العلمي:Tectona)
- السنعبق (الاسم العلمي: Lamiaceae)
- البيدة (باللاتينية: Coleus)
- شهيباء
- هديومة
- زوفا (نبات)
- زومرية
- ذبيبينة
- دانة
- كولنسونية
- بتشول (نبات)
- فوذنج